# Skeleton-America’s-Cup 2009/10
In der Saison 2009/10 wurde der America’s Cup der Skeletonfahrer zum zehnten Mal ausgetragen. In dieser Saison bestand die Wettkampfserie aus acht Rennen, die in einer Dreifach-, zwei Doppel- und einer Einzelveranstaltung ausgetragen wurden.
Startberechtigt waren jeweils fünf Athleten und Athletinnen der kanadischen, US-amerikanischen und japanischen Verbände sowie vier Starter aus Südkorea (nur bei den Männern), Australien und Neuseeland. Allen nicht schon aufgeführten Ländern des amerikanischen Doppelkontinents, Asiens und Australien und Ozeaniens standen jeweils drei Startplätze zu. Den restlichen Ländern aus Europa und Afrika waren jeweils zwei Startplätze erlaubt. Für einen Sieg erhielt ein Athlet 75 Punkte, die folgenden Starter entsprechend weniger. Alle Punkte gingen in eine Gesamtwertung ein, die aus den vier Rennserien Weltcup, Intercontinentalcup sowie Europa- und America’s Cup gespeist wurde, das FIBT-Skeleton-Ranking 2009/10.

## Männer

### Veranstaltungen
| Datum             | Ort         | Sieger          | Zweiter         | Dritter                  |
| ----------------- | ----------- | --------------- | --------------- | ------------------------ |
| 1. Dezember 2009  | Park City   | Kyle Tress      | Chris Burgess   | Joseph Cecchini          |
| 2. Dezember 2009  | Park City   | Kyle Tress      | Joseph Cecchini | Chris Burgess            |
| 3. Dezember 2009  | Park City   | Kyle Tress      | Chris Burgess   | Iain Roberts John Farrow |
| 10. Dezember 2009 | Calgary     | Anthony Deane   | Cho In-ho       | Ryan Good                |
| 11. Dezember 2009 | Calgary     | Anthony Deane   | Kyle Tress      | Ryan Good                |
| 17. Dezember 2009 | Lake Placid | John Daly       | Chris Burgess   | Kyle Tress               |
| 18. Dezember 2009 | Lake Placid | John Daly       | Kyle Tress      | Chris Burgess            |
| 2. April 2010     | Lake Placid | Matthew Antoine | Luke Schulz     | Caleb Smith              |

### Männer-Einzelwertung
| Platz | Sportler        | Land               | Punkte |
| ----- | --------------- | ------------------ | ------ |
| 1     | Kyle Tress      | Vereinigte Staaten | 500    |
| 2     | Chris Burgess   | Vereinigte Staaten | 373    |
| 3     | Anthony Deane   | Australien         | 356    |
| 4     | Yūki Sasahara   | Japan              | 293    |
| 5     | John Farrow     | Australien         | 278    |
| 6     | Joseph Cecchini | Kanada             | 268    |
| 7     | Brad Stewart    | Vereinigte Staaten | 241    |
| 8     | Noriyasu Ato    | Japan              | 237    |
| 9     | Keisuke Kondo   | Japan              | 222    |
| 10    | Greg Maidment   | Kanada             | 209    |

## Frauen

### Veranstaltungen
| Datum             | Ort         | Sieger           | Zweiter            | Dritter          |
| ----------------- | ----------- | ---------------- | ------------------ | ---------------- |
| 1. Dezember 2009  | Park City   | Diana Gruber     | Robynne Thompson   | Jaclyn LaBerge   |
| 2. Dezember 2009  | Park City   | Jaclyn LaBerge   | Diana Gruber       | Robynne Thompson |
| 3. Dezember 2009  | Park City   | Jaclyn LaBerge   | Lanette Prediger   | Diana Gruber     |
| 10. Dezember 2009 | Calgary     | Lanette Prediger | Robynne Thompson   | Takako Ōmukai    |
| 11. Dezember 2009 | Calgary     | Lanette Prediger | Jaclyn LaBerge     | Louise Corcoran  |
| 17. Dezember 2009 | Lake Placid | Michelle Steele  | Lucy Chaffer       | Lanette Prediger |
| 18. Dezember 2009 | Lake Placid | Lucy Chaffer     | Michelle Steele    | Keslie Tomlinson |
| 2. April 2010     | Lake Placid | Anne O’Shea      | Rachelle Rasmussen | Kimber Gabryszak |

### Frauen-Einzelwertung
| Platz | Sportler                | Land               | Punkte |
| ----- | ----------------------- | ------------------ | ------ |
| 1     | Jaclyn LaBerge          | Kanada             | 388    |
| 2     | Lanette Prediger        | Kanada             | 370    |
| 3     | Robynne Thompson        | Kanada             | 317    |
| 4     | Takako Ōmukai           | Japan              | 311    |
| 5     | Rachelle Rasmussen      | Vereinigte Staaten | 296    |
| 6     | Tracey Anderson         | Vereinigte Staaten | 282    |
| 7     | Diana Gruber            | Kanada             | 263    |
| 8     | Louise Corcoran         | Neuseeland         | 262    |
| 9     | Joy Bryant              | Vereinigte Staaten | 232    |
| 10    | Sabrina Hiteshew Wilson | Vereinigte Staaten | 156    |